# Caitlin Parker
Caitlin Parker (født 17. april 1996) er en australsk bokser.
Hun repræsenterede Australien ved sommer-OL 2020 i Tokyo, hvor hun blev elimineret i første runde.
Ved sommer-OL 2024 i Paris vandt hun bronze.